# Az emberfélék fosszíliáinak listája
Ez a lista a főemlősök közül a Homo sapiens sapiens kialakulásával kapcsolatba hozható legfontosabb fosszíliákat tartalmazza időrendben. A leletek faji besorolása sok esetben erősen vitatott, és ez az időrendi sorrend nem jelent evolúciós sorrendet, a korábbi nem feltétlenül őse a későbbinek.

## Hatmillió év felett
| Kép               | Típuspéldány (vagy lelet neve)   | Kor (mya)   | Faj                                                                      | Megtalálás dátuma     | Lelőhely               | Feltáró                                                                      | Fajleírás                  |
| ----------------- | -------------------------------- | ----------- | ------------------------------------------------------------------------ | --------------------- | ---------------------- | ---------------------------------------------------------------------------- | -------------------------- |
|                   | PMO 214,214 (Ida)                | ~47         | Darwinius masillae                                                       | 2009                  | Frenzen                | Messel Németország                                                           | J. L. Frenzen 2009         |
| Eosimias sinensis | IVPP V10591                      | 45          | Eosimias sinensis                                                        | 1985                  | Kína                   | Jipu Lin                                                                     | Beard és Wang 2004         |
| Afradapis         | CGM 83690                        | ~37         | Afradapis longicristatus                                                 | 2001                  | Egyiptom               | Erik Seiffert                                                                | Seiffert 2009              |
|                   | CGM 2691                         | >31         | Aegyptopithecus zeuxis                                                   |                       | Egyiptom               | Elwyn Simmons                                                                | Simmons 1965               |
|                   | DPC 2803                         | >31         | Aegyptopithecus zeuxis                                                   | 1941                  | Egyiptom               | Elwyn Simons                                                                 |                            |
| UMP 62-11         | UMP 62-11 (le Ileman)            | 20,6        | Morotopithecus bishopi (Afropithecus turkanaensis)                       | 1997. április 18.     | Uganda                 | Gebo                                                                         | Gebo 1997                  |
|                   | KNM RU 7290                      | 18          | Proconsul africanus                                                      | 1948                  | Kenya                  | Mary Leakey                                                                  |                            |
| KNM WK 16999      | KNM WK 16999                     | 18 - 16     | Afropithecus turkanensis                                                 | 1986                  | Kenya                  | Richard Leakey                                                               |                            |
|                   | KNM WK 16950A                    | 18 - 16     | Turkanapithecus kalakolensis                                             | 1986                  | Kenya                  | Richard Leakey                                                               | Leakey 1986                |
| TF 6171           | TF 6171                          | 12,8 - 9,7  | Lufengpithecus chiangmuanensis                                           | 2003                  | Thaiföld               | Chaimanee                                                                    | Chaimanee 2003             |
|                   | GSP 15000 (GSP-HPM Sivapithecus) | 12,5 - 10,5 | Sivapithecus indicus                                                     | 1971                  | Pakisztán              | Simmons és Pilbeam                                                           | W. Clyde 1982              |
| Rudi              | RUD 1 (Rudi)                     | 12 - 10     | Rudapithecus hungaricus (Ramapithecus hungaricus) (Dryopithecus brancoi) | 1967                  | Rudabánya Magyarország | Hernyák Gábor                                                                | Kretzoi Miklós (1967) 1969 |
|                   | RUD 7                            | 10          | Bodvapithecus altipalatus                                                | 1972                  | Rudabánya Magyarország |                                                                              |                            |
|                   | RUD 9                            | 10          | Anapithecus hernyakitípus                                                | 1972                  | Rudabánya Magyarország |                                                                              |                            |
|                   | RUD 83                           | 10          | Anapithecus hernyaki                                                     | 1988                  | Rudabánya Magyarország | Kordos László                                                                |                            |
|                   | RUD 200 (Gabi)                   | 10          | Rudapithecus hungaricus                                                  | 1999. július 13. 2006 | Rudabánya Magyarország | Hernyák Gábor Kordos László                                                  |                            |
|                   | IGF 11778                        | 8           | Oreopithecus bambolii                                                    | 1872                  | Olaszország            | Paul Gervais                                                                 |                            |
| IVPP PA644        | IVPP PA644                       | 8           | Lufengpithecus lufengensis                                               | 1978                  | Kína                   | Alroy és Kuemmell 1979                                                       |                            |
|                   | TM 266-01-060-1 (Toumai)         | 7           | Sahelanthropus tchadensis                                                | 2001                  | Csád                   | Alain Beauvilain Fanone Gongdibe Mahamat Adoum Ahounta Djimdoumalbaye        | Brunet 2002                |
|                   | BAR 1002'00                      | 6           | Orrorin tugenensis (= Praeanthropus)                                     | 2000                  | Kenya                  | Martin Pickford Kiptalam Cheboi Dominique Gommery Pierre Mein Brigitte Senut | B. Senut 2001              |

## 4 – 6 millió éve
| Kép | Típuspéldány (vagy lelet neve) | Kor mya   | Faj                                                                      | Feltárás dátuma | Lelőhely             | Feltáró                 | Fajleírás              |
| --- | ------------------------------ | --------- | ------------------------------------------------------------------------ | --------------- | -------------------- | ----------------------- | ---------------------- |
|     | ALA-VP-2/10 (Millennium Man)   | 5,8 - 5,2 | Ardipithecus (ramidus) kadabba                                           | 1997-2004       | Etiópia              | Yohannes Haile-Selassie | White et al. 2001/2004 |
|     | ARA-VP-6/1 (Ardi)              | 4,4       | Ardipithecus ramidus (Australopithecus ramidus) (Homo antiquus praegens) | 1992            | Middle Awash Etiópia | Tim White               | White 1994             |
|     | KP 29.285                      | 4,1       | Australopithecus anamensis                                               | 1994            | Kenya                | Kamoya Kimeu            |                        |

## 3 – 4 millió éves
| Kép      | Típuspéldány (vagy lelet neve) | Kor mya   | Faj                                      | Feltárás dátuma    | Lelőhely                | Feltáró             | Fajleírás                 |
| -------- | ------------------------------ | --------- | ---------------------------------------- | ------------------ | ----------------------- | ------------------- | ------------------------- |
|          | 271 KP (kanapoi ember)         | 4         | Australopithecus anamensis               | 1965               | Kenya                   | Patterson           | Patterson és Howells 1967 |
|          | KP 29.281                      | 4         | Australopithecus afarensis               | 1994               | Kenya                   | Peter Nzube         | Leakey 1995               |
|          | Laetoli lábnyom                | 3,7       | (Australopithecus afarensis?)            | 1976               | Tanzánia                | Mary Leakey         |                           |
|          | LH 4                           | 3,8 - 3,6 | Australopithecus afarensis               | 1974               | Tanzánia                | Mary Leakey         |                           |
|          | KNM WT 40000                   | 3,5       | Kenyanthropus platyops (= Homo platyops) | 1999               | Kenya                   | Justus Erus         |                           |
|          | Stw 573 (Kisláb)               | 3,3       | Australopithecus ?                       | 1994               | Dél-afrikai Köztársaság | Ronald J. Clarke    |                           |
|          | DIK-1 (Selam)                  | 3,3       | Australopithecus afarensis               | 2000               | Etiópia                 | Zeresenay Alemseged |                           |
| AL 200-1 | AL 200-1                       | 3,2 - 3   | Australopithecus afarensis               | 1975               | Etiópia                 | Donald Johanson     |                           |
| AL 129-1 | AL 129-1                       | 3,2 - 3   | Australopithecus afarensis               | 1973               | Etiópia                 | Donald Johanson     |                           |
| K 12     | K 12 (Abel)                    | 3,5 - 3   | Australopithecus bahrelghazali           | 1993               | Csád                    | Michel Brunet       |                           |
|          | AL 288-1 (Lucy)                | 3,2       | Australopithecus afarensis               | 1974. november 24. | Etiópia                 | Donald Johanson     | Johanson és Taieb 1976    |
| AL444-2  | AL 444-2                       | 3         | Australopithecus afarensis               | 1991               | Etiópia                 | Bill Kimbel         |                           |

## 2 – 3 millió éves
| Kép     | Típuspéldány (vagy lelet neve)  | Kor       | Faj                        | Feltárás dátuma | Lelőhely                | Feltáró         | Fajleírás |
| ------- | ------------------------------- | --------- | -------------------------- | --------------- | ----------------------- | --------------- | --------- |
|         | STS 5 (Mrs. Ples)               | 2.6 - 2.8 | Australopithecus africanus | 1947            | Dél-afrikai Köztársaság | Robert Broom    |           |
| STS 14  | STS 14                          | 2.6-2.8   | Australopithecus africanus | 1947            | Dél-afrikai Köztársaság | Robert Broom    |           |
| STS 52  | STS 52                          |           | Australopithecus africanus |                 |                         |                 |           |
|         | STS 71                          | 2,5       | Australopithecus africanus | 1947            | Dél-afrikai Köztársaság | Robert Broom    |           |
|         | Taung 1 (taungi gyermek)        | 2,5       | Australopithecus africanus | 1924            | Dél-afrikai Köztársaság | Raymond Dart    | Dart 1925 |
|         | KNM WT 17000 (a fekete koponya) | 2,5       | Paranthropus aethiopicus   | 1985            | Kenya                   | Alan Walker     |           |
| Vusan   | Vusani ember                    | 2,04 - 2  | Homo erectus               | 1986            | Kína                    |                 |           |
| TM 1517 | TM 1517                         | 2         | Paranthropus robustus      | 1938            | Dél-afrikai Köztársaság | Gert Terblanche |           |

## 1 – 2 millió éves
| Kép           | Típuspéldány (vagy lelet neve) | Kor       | Faj                                    | Feltárás dátuma | Lelőhely                | Feltáró             |
| ------------- | ------------------------------ | --------- | -------------------------------------- | --------------- | ----------------------- | ------------------- |
|               | KNM ER 1813                    | 1,9       | Homo habilis                           | 1973            | Kenya                   | Kamoya Kimeu        |
|               | KNM ER 1470                    | 1,9       | Homo rudolfensis                       | 1972            | Kenya                   | Bernard Ngeneo      |
|               | SK 48                          | 1,8       | Paranthropus robustus                  | 1952            | Dél-afrikai Köztársaság | Robert Broom        |
|               | OH 24 (Twiggy)                 | 1,8       | Homo habilis                           | 1968            | Tanzánia                | Peter Nzube         |
| OH 8          | OH 8                           | 1,8       | Homo habilis                           | 1960            | Tanzánia                |                     |
|               | OH 5 (Zinj)                    | 1,8       | Paranthropus boisei                    | 1959            | Tanzánia                | Mary Leakey         |
|               | D 2700                         | 1,8       | Homo erectus georgicus                 | 2001            | Grúzia, Dmanisi         | David Lordkipanidze |
| OH 7          | OH 7                           | 1,75      | Homo habilis                           | 1960            | Tanzánia                | Jonathan Leakey     |
|               | KNM ER 3733                    | 1,75      | Homo ergaster                          | 1975            | Kenya                   | Bernard Ngeneo      |
| KNM ER 1805   | KNM ER 1805                    | 1,74      | Homo habilis                           |                 | Koobi Fora Kenya        |                     |
|               | Sangiran 17                    | 1,6       | Homo erectus (Pithecanthropus erectus) | 1969            | Jáva                    | Towikromo           |
| STW 53        | StW 53                         | 2 - 1,5   | Homo habilis                           | 1976            | Dél-afrikai Köztársaság | A. R. Hughes        |
| SK 847        | SK 847                         | 2 - 1,5   | Homo habilis                           | 1949            | Dél-afrikai Köztársaság |                     |
| DNH 7         | DNH 7 (Eurydice)               | 2 - 1,5   | Paranthropus robustus                  | 1994            | Dél-afrikai Köztársaság | André Keyser        |
| DNH 8         | DNH 8 (Orpheus)                | 2 - 1,5   | Paranthropus robustus                  | 1994            | Dél-afrikai Köztársaság | André Keyser        |
| SK 46         | SK 46                          | 2 - 1,5   | Paranthropus robustus                  | 1949            | Dél-afrikai Köztársaság | Robert Broom        |
|               | OH 13 (Cindy)                  | 1,7       | Homo habilis                           | 1963            | Tanzánia                | N. Mbuika           |
|               | KNM ER 406                     | 1,7       | Paranthropus boisei                    | 1969            | Kenya                   | Richard Leakey      |
| KNM ER 406    | KNM ER 732                     | 1,7       | Paranthropus boisei                    | 1970            | Kenya                   | Richard Leakey      |
| KNM ER 23000  | KNM ER 23000                   | 1,7       | Paranthropus boisei                    |                 | Kenya                   |                     |
|               | KNM WT 17400                   | 1,7       | Paranthropus boisei                    |                 | Kenya                   |                     |
|               | KNM WT 15000 (Turkana fiú)     | 1,6       | Homo erectus vagy H. ergaster          | 1984            | Kenya                   | Kamoya Kimeu        |
|               | KNM ER 3883                    | 1,6 - 1,4 | Homo erectus                           | 1976            | Kenya                   | Richard Leakey      |
|               | Peninji állkapocs              | 1,5       | Paranthropus boisei                    | 1964            | Tanzánia                | Richard Leakey      |
| Chellean OH 9 | OH 9 (Chelles-i ember)         | 1,5       | Homo erectus                           | 1960            | Tanzánia                | Louis Leakey        |
| KNM ER 992    | KNM ER 992                     | 1,5       | Homo ergaster                          | 1971            | Kenya                   | Richard Leakey      |
| KGA 10-525    | KGA 10-525                     | 1,4       | Paranthropus boisei                    | 1993            | Etiópia                 | A. Amzaye           |

## 0,1 – 1 millió éves
| Kép             | Típuspéldány (vagy lelet neve) | Kor mya      | Faj                                                       | Feltárás dátuma     | Lelőhely                | Feltáró                                                          |
| --------------- | ------------------------------ | ------------ | --------------------------------------------------------- | ------------------- | ----------------------- | ---------------------------------------------------------------- |
|                 | Sangiran 4                     | < 1          | Homo erectus                                              | 1939                | Indonézia               | G.H.R. von Koenigswald                                           |
|                 | Sangiran 2                     | 1,6 - 0,7    | Homo erectus                                              | 1937                | Indonézia               | G.H.R. von Koenigswald                                           |
|                 | Trinil 2 (Trinilli ember)      | 1 - 0,7      | Homo erectus                                              | 1891                | Indonézia               | Eugène Dubois                                                    |
|                 | Atapuerca Cranium 5            | 0,858 - 0,78 | Homo antecessor                                           | 1994                | Atapuerca               | José María Bermúdez de Castro Juan Luis Arsuaga                  |
|                 | Pekingi ember                  | 0,78 - 0,68  | Homo erectus                                              | 1921                | Kína                    | Davidson Black                                                   |
|                 | Ternifine 2-3                  | 0,7          | Homo erectus                                              | 1954                | Algéria                 | C. Arambourg                                                     |
| Sangiran 17     | Sangiran 17                    | 0,7          | Homo erectus                                              | 1969                | Indonézia               | S. Sartono                                                       |
| Bodo            | Bodo                           | 0,6          | Homo heidelbergensis                                      | 1976                | Etiópia                 | A. Asfaw                                                         |
| Hexian PA830    | PA 830 (Hexian)                | 0,5 - 0,4    | Homo erectus                                              | 1980                | Kína                    |                                                                  |
|                 | Skull 5 (Miguelón)             | 0,4          | Homo heidelbergensis                                      | 1992                | Atapuerca               | José María Bermúdez de Castro Juan Luis Arsuaga Eudald Carbonell |
|                 | Mauer 1 (heidelbergi ember)    | 0,5          | Homo heidelbergensis                                      | 1907                | Németország             | Daniel Hartmann                                                  |
|                 | Ndutu                          |              | Homo erectus (vagy Homo sapiens) (vagy Homo rhodesiensis) | 1982                | Tanzánia                |                                                                  |
| Saldanha        | Saldanhai ember                | 0,5          | Homo heidelbergensis                                      | 1953                | Dél-afrikai Köztársaság |                                                                  |
|                 | Arago 21 (tautaveli ember)     | 0,4          | Homo heidelbergensis                                      | 1971                | Franciaország           | Henry de Lumley                                                  |
|                 | Samu                           | 0,35 - 0,32  | Homo erectus seu sapiens paleohungaricus                  | 1965. augusztus 21. | Vértesszőlős Őstelep    | Vértes László                                                    |
|                 | Steinheimi koponya             | 0,35         | Homo heidelbergensis                                      | 1933                | Németország             |                                                                  |
|                 | Petralona 1                    | 0,5 - 0,25   | Homo erectus                                              | 1960                | Görögország             |                                                                  |
|                 | Swanscombe-i ember             | 0,25         | Homo heidelbergensis                                      | 1935                | Nagy-Britannia          | Alvan T Marston                                                  |
| Ngandongi ember | Ngandong 7                     | 0,25         | Homo heidelbergensis                                      | 1931                | Indonézia               | C. ter Haar G. H. R. von Koenigswald                             |
|                 | Broken Hill 1 (rodéziai ember) | 0,3 - 0,125  | Homo rhodesiensis                                         | 1921                | Zambia                  | Tom Zwiglaar                                                     |
| Dali            | Dali                           | 0,209        | Homo heidelbergensis                                      | 1978                | Kína                    | Shuntang Liu                                                     |
| Solo 6          | Solo 6 (Solói ember)           | 0,2 - 0,025  | Homo (erectus) soloensis                                  | 1932                | Jáva                    | Oppenoorth                                                       |
| Omo 1           | Omo 1                          | 0,19         | Homo sapiens                                              | 1967-1974           | Etiópia                 | Richard Leakey                                                   |
| Omo II          | Omo 2                          | ?            | Homo rhodesiensis                                         | ?                   | Etiópia                 | Richard Leakey                                                   |
| Altamurai ember | altamurai ember                | 0,17–0,15    | Homo sapiens neanderthalensis                             |                     | Altamura                | Vittorio Pesce Delfino                                           |
| Herto           | Idaltui ember                  | 0,16         | Homo sapiens                                              | 1997 - 2003         | Middle Awash            | Tim White                                                        |
|                 | Jebel Irhoud 1                 | 0,16         | Homo sapiens                                              |                     | Jebel Irhoud Marokkó    |                                                                  |
|                 | Jebel Irhoud 2                 | 0,16         | Homo sapiens                                              |                     | Jebel Irhoud            |                                                                  |
| Jebel Irhoud    | Jebel Irhoud 3                 | 0,16         | Homo sapiens                                              |                     | Jebel Irhoud            |                                                                  |
|                 | Jebel Irhoud 4                 | 0,16         | Homo sapiens                                              |                     | Jebel Irhoud            |                                                                  |
| Tabun 1         | Tabun C1                       | 0,12         | Homo sapiens neanderthalensis                             | 1967-1972           | Izrael                  | Arthur Jelinek                                                   |
| LH 18           | LH 18                          | 0,12         | Homo sapiens                                              | 1976                | Tanzánia                | Mary Leakey                                                      |

## 50000 – 100000 éves
| Kép            | Típuspéldány (vagy lelet neve) | Kor (ezer év) | Faj                           | Feltárás dátuma      | Lelőhely                | Feltáró                                           |
| -------------- | ------------------------------ | ------------- | ----------------------------- | -------------------- | ----------------------- | ------------------------------------------------- |
| Klasies        | Klasies River Caves            | 125 - 75      | Homo sapiens                  | 1960                 | Dél-afrikai Köztársaság | Ray Inskeep Robin Singer John Wymer Hilary Deacon |
|                | Krapina C                      | 100           | Homo sapiens neanderthalensis | 1899                 | Horvátország            | Dragutin Gorjanovic-Kramberger                    |
|                | Skhul V                        | 90 - 100      | Homo sapiens                  | 1933                 | Es Skhul Izrael         | T. McCown and H. Moivus, Jr.                      |
|                | Qafzeh IX                      | 100 - 90      | Homo sapiens                  | 1933                 | Izrael                  | T. McCown and H. Moivus, Jr.                      |
|                | Skhul IX                       |               | Homo sapiens ?                |                      | Izrael                  |                                                   |
| Qafzeh VI      | Qafzeh VI                      | 100 - 90      | Homo sapiens                  | 1933                 | Izrael                  | T. McCown and H. Moivus, Jr.                      |
|                | La Ferrassie 1                 | 70            | Homo sapiens neanderthalensis | 1909. szeptember 17. | Franciaország           | R. Capitan and D. Peyrony                         |
|                | Kebarai ember                  | 60 - 58       | Homo sapiens neanderthalensis |                      | Izrael                  |                                                   |
|                | La Quina 5                     | 55 - 40       | Homo sapiens neanderthalensis |                      | Franciaország           |                                                   |
|                | La Quina 18                    | 55 - 40       | Homo sapiens neanderthalensis |                      | Franciaország           |                                                   |
| Mount Circeo 1 | Mount Circeo 1                 | 60 - 40       | Homo sapiens neanderthalensis | 1939                 | Olaszország             | Prof. Blanc                                       |
| Saccopastore 1 | Saccopastore 1                 | 60            | Homo sapiens neanderthalensis |                      | Olaszország             |                                                   |
|                | Gibraltar 1                    |               | Homo sapiens neanderthalensis | 1848                 | Gibraltár               | Flint hadnagy                                     |
|                | Shanidar 1                     | 60 - 80       | Homo sapiens neanderthalensis | 1961                 | Irak                    | Ralph Solecki                                     |
| Amud 1         | Amud 1                         |               | Homo sapiens neanderthalensis |                      | Izrael                  |                                                   |
| Amud 7         | Amud 7                         |               | Homo sapiens neanderthalensis |                      | Izrael                  |                                                   |
|                | La Chapelle-aux-Saints 1       | 60            | Homo sapiens neanderthalensis | 1908. augusztus 3.   | Franciaország           | A. és J. Bouyssonie és L. Bardon                  |

## 50000 évnél fiatalabb
| Kép           | Típuspéldány (vagy lelet neve) | Kor (ezer év)         | Faj                           | Feltárás dátuma | Lelőhely                | Feltáró megtaláló                 |
| ------------- | ------------------------------ | --------------------- | ----------------------------- | --------------- | ----------------------- | --------------------------------- |
|               | Carigüelai gyermek             | 50 - 45               | Homo sapiens neanderthalensis |                 | Ausztrália              |                                   |
|               | Mungo Man                      | 60 - 40               | Homo sapiens                  | 1974            | Ausztrália              |                                   |
|               | Moustier-i ember               | 45                    | H. s. neanderthalensis        | 1909            | Franciaország           |                                   |
| Neanderthal 1 | Neanderthal 1                  | 40                    | H. s. neanderthalensis        | 1856            | Németország             | Johann Carl Fuhlrott              |
| Qafzeh VI     | Qafzeh 6                       | 115 - 92 vagy 55 - 30 | Homo sapiens                  | 1930-as évek    | Izrael                  | R. Neuville M Stekelis            |
|               | NG 6                           | 53 - 27               | Homo erectus                  | 1931            | Indonézia               | C. ter Haar G.H.R von Koenigswald |
|               | Hofmeyr koponya                | 36                    | Homo sapiens                  | 1952            | Dél-afrikai Köztársaság |                                   |
|               | Oase                           | 36                    | Homo sapiens                  | 2002            | Románia                 |                                   |
|               | Jamasita barlangi embere       | 32                    | Homo sapiens                  | 1962/1968       | Naha Japán              |                                   |
|               | Cro-Magnon 1                   | 30                    | Homo sapiens                  | 1868            | Franciaország           | Louis Lartet                      |
|               | Combe Capelle                  | 35 - 30               | Homo sapiens                  | 1908            | Franciaország           | O. Hauser                         |
| Predmost 3    | 26                             | Homo sapiens          | 1894                          | Csehország      | K.J. Maska              |                                   |
|               | LB 1 (Flo) Floreszi kis hölgy  | 18                    | Homo floresiensis             | 2003            | Indonézia               | Peter Brown                       |
| Minatogawa    | Minatogawa 1                   | 18 - 16               | Homo sapiens                  | 1970            | Okinawa                 |                                   |
|               | Tandou                         | 15                    | Homo sapiens                  | 1967            | Ausztrália              | Duncan Merrilees                  |
|               | Wadi Kubbaniya                 | 8 - 20                | Homo sapiens                  | 1982            | Egyiptom                | Fred Wendorf                      |
| Kow Swamp 1   | Kow Swamp 1                    | 9 - 13                | Homo sapiens                  | 1968            | Ausztrália              | A.G. Thorne                       |
|               | Afalou 13                      | 12 - 8                | Homo sapiens                  | 1920-as évek    | Algéria                 | C. Arambourg                      |
|               | Wadi Halfa 25                  | 12 - 6                | Homo sapiens                  | 1963            | Szudán                  | G. Armelagos E. Ewing D. Greene   |
|               | Wadjak 1                       | 12 - 10               | Homo sapiens                  | 1888            | Indonézia               | Eugene Dubois                     |
|               | Tepexpani ember                | 11                    | Homo sapiens                  | 1947            | Mexikó                  | Hellmut de Terra                  |
|               | Cerro Sota 2                   | 11                    | Homo sapiens                  | 1936            | Chile                   | Junius Bird                       |
|               | SDM 16704                      | 11,8 - 4,9            | Homo sapiens                  | 1929            | USA                     | M.J. Rogers                       |
|               | Lo 4b                          | 9 - 6                 | Homo sapiens                  | 1965-1975       | H. Robbins B.M. Lynch   |                                   |
|               | Ötzi, a jégember               | 5,3                   | Homo sapiens                  | 1991            | Ötz-völgyi-Alpok        | Helmut és Erika Simon             |
|               | Kerma 27                       | 3,5                   | Homo sapiens                  | 1913-1916       | Szudán                  | G.A. Reisner                      |
|               | Five Knolls 18                 | 3,5 - 1,5             | Homo sapiens                  | 1925-1929       | Nagy-Britannia          |                                   |
|               | Humboldt Sink                  | <1,5                  | Homo sapiens                  |                 | USA                     |                                   |

## Rövidítések a nemzetközi (angol) irodalomban
- AL - Afar Locality, Etiópia
- ARA-VP - Aramis Vertebrate Paleontology, Etiópia
- BOU-VP - Bouri Vertebrate Paleontology, Etiópia
- ER - East (Lake) Rudolf, Kenya
- KGA - Konso-Gardula, Etiópia
- KNM - Kenya National Museum
- KP - Kanapoi, Kenya
- OH - Olduvai Hominid, Tanzánia
- SK - Swartkrans, Dél-afrikai Köztársaság
- Sts, Stw - Sterkfontein, Dél-Afrika
- TM - Transvaal Museum, Dél-Afrika
- TM - Toros-Menalla, Csád
- WT - West (Lake) Turkana, Kenya

## Lásd még
- Őskőkorszak
- Középső kőkorszak
- Újkőkorszak